# 4247 Grahamsmith
4247 Grahamsmith eller 1983 WC är en asteroid i huvudbältet som upptäcktes den 28 november 1983 av den amerikanske astronomen Edward L.G. Bowell vid Anderson Mesa Station. Den är uppkallad efter den brittiske astronomen Francis Graham-Smith.
Asteroiden har en diameter på ungefär 12 kilometer och den tillhör asteroidgruppen Ashkova.